# (73916) 1997 HD1
(73916) 1997 HD1 – planetoida z pasa głównego asteroid okrążająca Słońce w ciągu 3,84 lat w średniej odległości 2,45 j.a. Odkryta 27 kwietnia 1997 roku.